# El hombre de una tierra salvaje
El hombre de una tierra salvaje (Man in the Wilderness) es una película estadounidense del año 1971, dirigida por Richard C. Sarafian y protagonizada por Richard Harris. En 2015 se estrenó una adaptación llamada El renacido, dirigida por Alejandro González Iñárritu.
La historia se funamenta, aunque no exactamente, en la vida de Hugh Glass (1783-1833): un cazador, explorador y aventurero norteamericano que fue atacado por un oso grizzly y dado por muerto.

## Argumento
En 1820, un trampero que sirve de guía a una expedición que se dirige desde Canadá a Misuri, después de ser atacado por un oso, es abandonado a su suerte por sus compañeros, que huyen acosados por los indios. Sin embargo, sobrevive y cuando se recupera de sus heridas va tras ellos para vengarse.

## Reparto
- Richard Harris: Zachary Bass
- John Huston: Capitán Filmore Henry
- Henry Wilcoxon: Jefe Indio
- Percy Herbert: Fogarty
- Dennis Waterman: Lowrie
- Prunella Ransome: Grace Bass
- Sheila Raynor: Madre de Grace
- Norman Rossington: Ferris
- James Doohan: Benoit
- Bryan Marshall: Potts
- Ben Carruthers: Longbow
- Robert Russell: Smith
- John Bindon: Coulter
- Bruce M. Fischer: Wiser
- Dean Selmier: Russell